# Caumont-sur-Aure
Caumont-sur-Aure is een gemeente in het Franse departement Calvados in de regio Normandië. De gemeente maakt deel uit van het arrondissement Vire. Caumont-sur-Aure telde op 1 januari 2022 2.439 inwoners. 

## Geschiedenis
De commune nouvelle is op 1 januari 2017 ontstaan door de fusie van de gemeenten Caumont-l'Éventé, Livry en La Vacquerie.

## Geografie
De oppervlakte van Caumont-sur-Aure bedroeg op 1 januari 2022 39,93 vierkante kilometer; de bevolkingsdichtheid was toen 61,1 inwoners per km².
De onderstaande kaart toont de ligging van Caumont-sur-Aure met de belangrijkste infrastructuur en aangrenzende gemeenten.

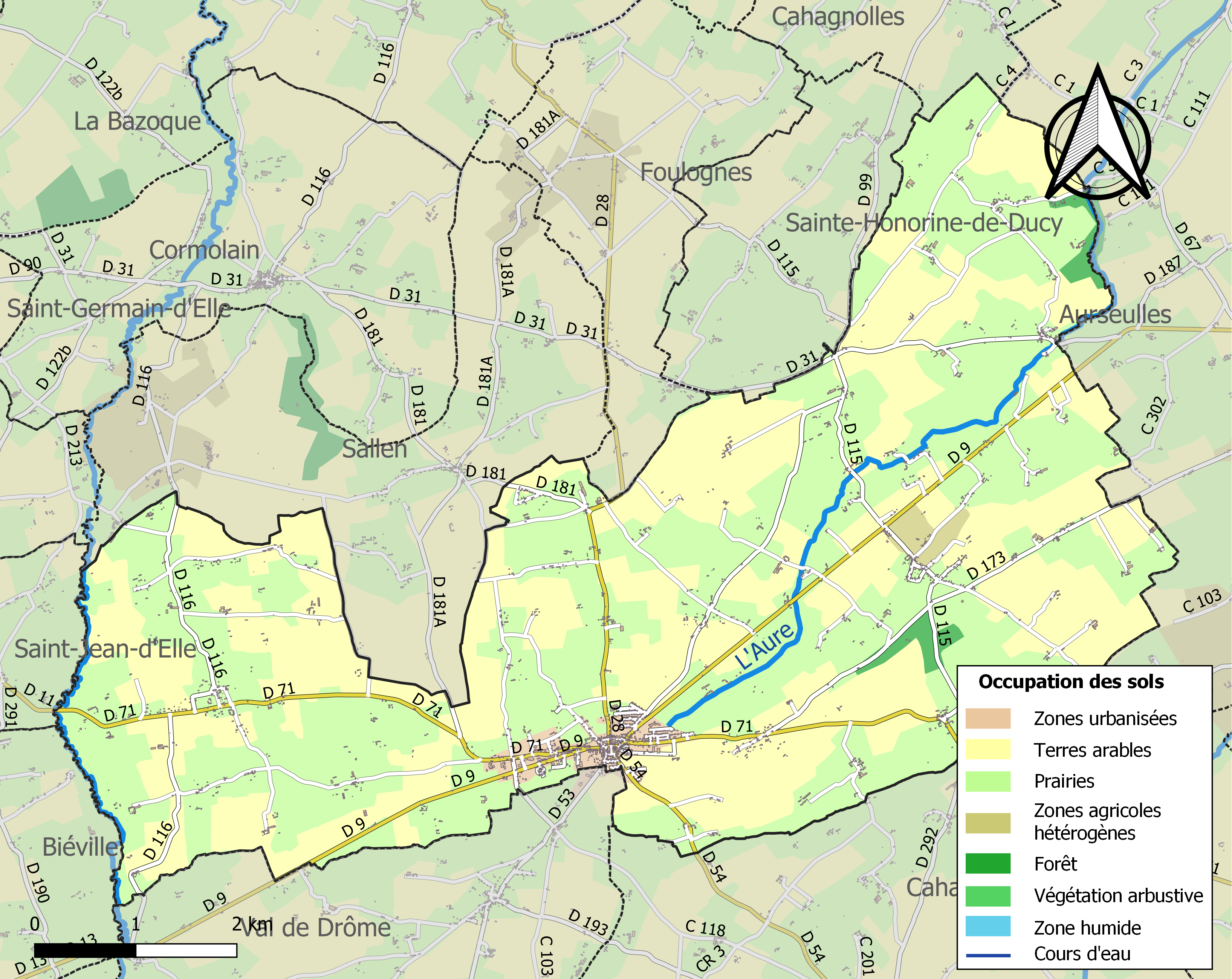